# Jacob Karlstrøm
Jacob Karlstrøm (ur. 9 stycznia 1997) – norweski piłkarz występujący na pozycji bramkarza w norweskim klubie Tromsø IL.

## Kariera klubowa

### Tromsø IL
W 2016 roku został przesunięty do pierwszej drużyny. Zadebiutował 26 kwietnia 2017 w meczu Pucharu Norwegii przeciwko Bjørnevatn IL (0:5). W Eliteserien zadebiutował 13 maja 2017 w meczu przeciwko Sarpsborg 08 FF (1:1). W sezonie 2019 jego zespół zajął przedostatnie miejsce w tabeli i spadł do OBOS-ligaen. 22 lutego 2020 podpisał nowy trzyletni kontrakt z klubem. Po jednym sezonie spędzonym na drugim poziomie rozgrywkowym, jego drużyna zdobyła mistrzostwo ligi i awansowała do Eliteserien.

## Statystyki
(aktualne na dzień 5 sierpnia 2021)
| Klub               | Sezon              | Liga               | Liga  | Liga   | Puchar kraju | Puchar kraju | Suma  | Suma   |
| Klub               | Sezon              | Liga               | Mecze | Bramki | Mecze        | Bramki       | Mecze | Bramki |
| ------------------ | ------------------ | ------------------ | ----- | ------ | ------------ | ------------ | ----- | ------ |
| Tromsø IL          | 2016               | Eliteserien        | 0     | 0      | 0            | 0            | 0     | 0      |
| Tromsø IL          | 2017               | Eliteserien        | 5     | 0      | 3            | 0            | 8     | 0      |
| Tromsø IL          | 2018               | Eliteserien        | 7     | 0      | 4            | 0            | 11    | 0      |
| Tromsø IL          | 2019               | Eliteserien        | 14    | 0      | 2            | 0            | 16    | 0      |
| Tromsø IL          | 2020               | OBOS-ligaen        | 29    | 0      | 0            | 0            | 29    | 0      |
| Tromsø IL          | 2021               | Eliteserien        | 13    | 0      | 1            | 0            | 14    | 0      |
| Tromsø IL          | Ogólnie            | Ogólnie            | 68    | 0      | 10           | 0            | 78    | 0      |
| Ogólnie w karierze | Ogólnie w karierze | Ogólnie w karierze | 68    | 0      | 10           | 0            | 78    | 0      |

## Sukcesy

### Tromsø IL
- Mistrzostwo OBOS-ligaen (1×): 2020